# Hlohovčice
Hlohovčice (deutsch Lohowschitz, früher Lohowtschitz) ist eine Gemeinde in Tschechien. Sie liegt fünf Kilometer südöstlich von Staňkov und gehört zum Okres Domažlice.

## Geographie
Hlohovčice erstreckt sich linksseitig des Baches Srbický potok in der Chodská pahorkatina. Durch den Ort führt die Straße II/185 zwischen Staňkov und Srbice.

## Geschichte

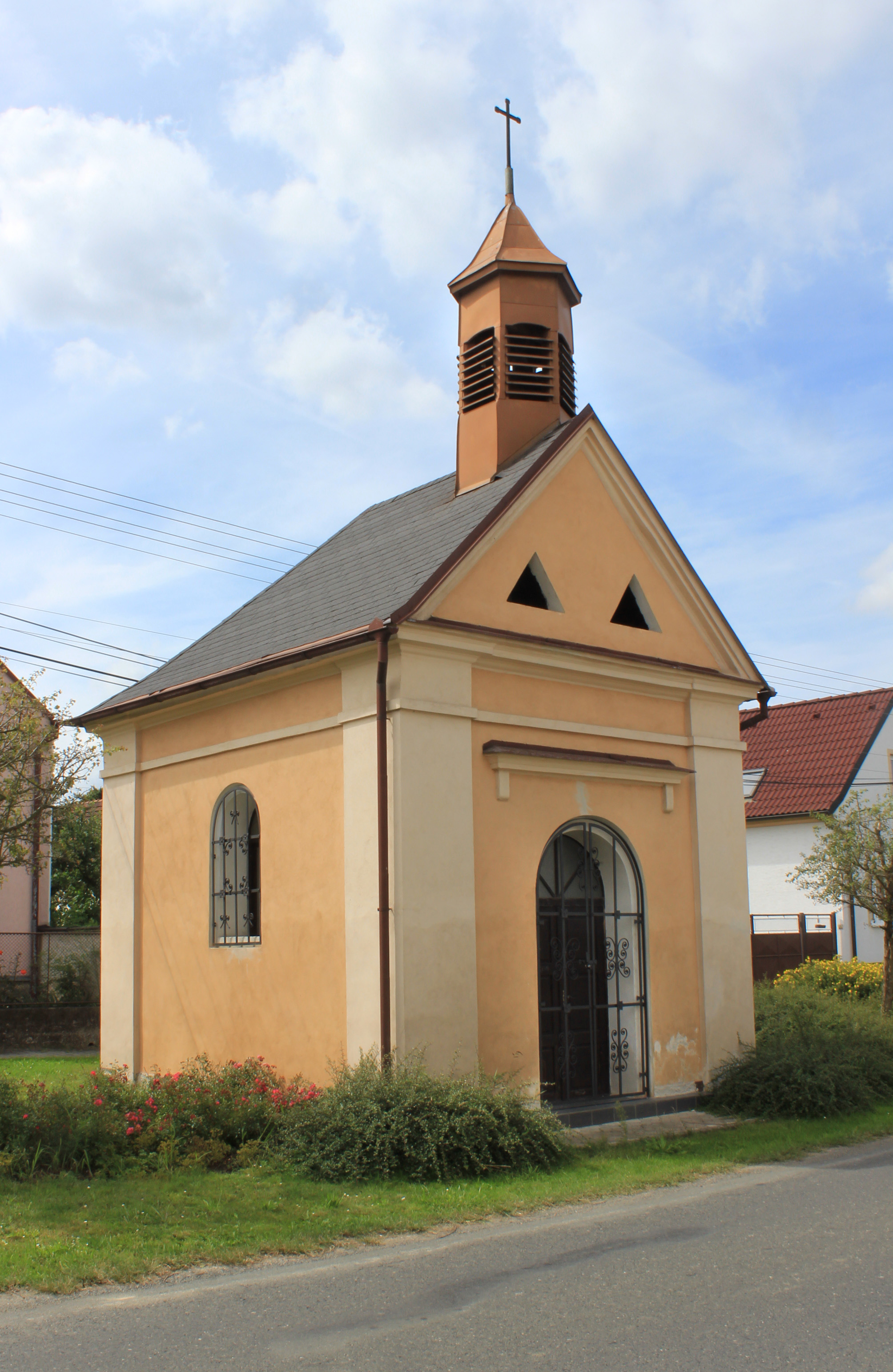
Kapelle

Die erste urkundliche Erwähnung von Hlohowczicz erfolgte im Jahre 1381.
Nach der Aufhebung der Patrimonialherrschaften bildete Lohowtschitz ab 1850 eine Gemeinde im Pilsner Kreis und Gerichtsbezirk Bischofteinitz. Ab 1868 gehörte die Gemeinde zum Bezirk Bischofteinitz. 1948 wurde Hlohovčice dem Okres Stod zugeordnet, seit 1961 gehört das Dorf zum Okres Domažlice. Von 1961 bis 1990 war Hlohovčice nach Srbice eingemeindet.

## Sehenswürdigkeiten

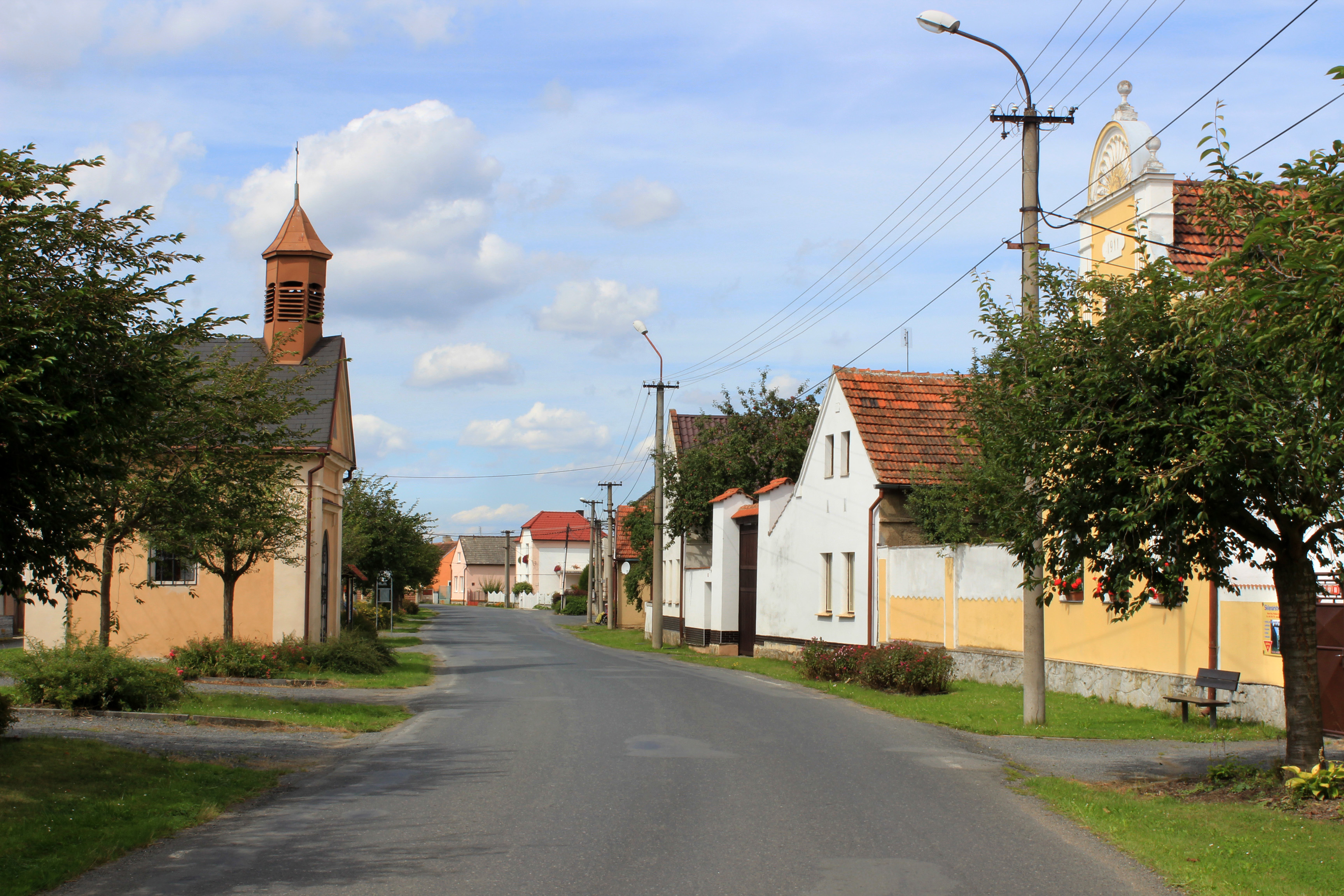
Hauptstraße in Hlohovčice

- Kapelle